# 自然堂 (東京都)
自然堂（しぜんどう）は、東京都西多摩郡檜原村に本社がある、藍染め・草木染め・刺し子の製造・販売を行っている企業である。
本社は、新潟県東頸城郡牧村（現・上越市）にあった200年前の民家を移築したもので、「銀座亜紀枝刺子館」が併設されている。

## 概要
「銀座亜紀枝刺子館」「大庄屋ざしき」「銀座亜紀枝の藍染めと刺し子の店」「銀座亜紀枝刺し子教室」を運営している。

## 沿革
- 1972年 東京都八王子市に「むぎめし茶屋」を開業。
- 1974年 「もめんの店」を開店。
- 1978年 「むぎめし茶屋」を休業。
- 1981年1月 刺し子の店を出店。
- 1985年7月 有限会社に改組。
- 1991年5月 株式会社に改組。
- 1993年1月 本社を東京都西多摩郡檜原村に移転。
- 1993年11月 銀座亜紀枝刺子館を開館。

## 事業所
- 本社・銀座亜紀枝刺子館・大庄屋ざしき
  - 東京都西多摩郡檜原村南郷6128番地
- 銀座亜紀枝の藍染めと刺し子の店川越店
  - 埼玉県川越市連雀町16番5号（大正浪漫夢通り）
- 銀座亜紀枝の藍染めと刺し子の店横浜店
  - 神奈川県横浜市中区桜木町1番1号（ぴおシティ地下１階）
- 銀座亜紀枝の藍染めと刺し子の店奈良店
  - 奈良県奈良市下御門町32番（町家空間2階）